# 富宇東方之冠
24°09′33″N 120°38′15″E / 24.159180°N 120.637609°E
富宇東方之冠為位於台中市西屯區的摩天大樓，由富宇建設興建，樓高154.15米(含屋突165.0)，共地上38層、地下5層，共計134戶。